# Bölüktepe, Kurtalan
Bölüktepe là một xã thuộc huyện Kurtalan, tỉnh Siirt, Thổ Nhĩ Kỳ. Dân số thời điểm năm 2008 là 2.166 người.